# 埃莉·迪金森
埃莉诺·梅·“埃莉”·迪金森（英語：Eleanor May "Ellie" Dickinson，1998年6月4日—）来自坎布里亚郡卡莱尔，是一名英国女子自行车运动员，主攻公路自行车和场地自行车。她在童年时期并不经常接触自行车，后来她在祖父的影响下开始正式练习自行车。2016/17赛季，她正式加入英国国家自行车队。